# Офори, Сэмюэл (футболист, 1999)
Сэмюэл Нана Офори (англ. Samuel Nana Ofori; род. 6 апреля 1999, Аккра) — ганский футболист, защитник клуба «Равшан».

## Карьера
В 2020 году футболист присоединился к южноафриканскому клубу «Долфинс», выступавшему в Втором дивизионе. В январе 2022 года футболист на правах свободного агента присоединился к таджикскому клубу «Равшан». Дебютировал за клуб футболист 16 апреля 2022 года в матче против клуба «Регар-ТадАЗ», выйдя на поле в стартовом составе. На протяжении всего своего дебютного сезона футболист выступал за клуб в роли одного из ключевых игроков, однако результативными действиями не отличился. По итогу сезона футболист вместе с клубом стал серебряным призёром чемпионата. В январе 2023 года футболист также был удостоен награды лучшего легионера по итогам сезона.
Новый сезон футболист начал с матча 1 апреля 2023 года против клуба «Куктош», выйдя на поле в стартовом составе. Дебютный гол за клуб футболист забил 20 апреля 2023 года в матче против клуба «Регар-ТадАЗ». Вместе с клубом футболист стал обладателем Суперкубка Таджикистана, где в финале 6 мая 2023 года победили «Истиклол». В сентябре 2023 года футболист вместе с клубом отправился на матчи Кубка АФК. Дебютный матч на турнире футболист сыграл 21 сентября 2023 года против туркменского клуба «Мерв». Вместе с клубом футболист завершил групповой этап Кубка АФК на итоговом последнем месте, завершив своё выступление на турнире. По итогу сезона футболист вместе с клубом стал серебряным призёром чемпионата. 
В начале 2024 года футболист готовился к новому сезону с основной командой таджикского клуба. Первый матч в новом сезоне за клуб футболист сыграл 6 апреля 2024 года против клуба «Баркчи», выйдя на поле в стартовом составе.

## Достижения
«Равшан»
- Обладатель Суперкубка Таджикистана: 2023